# 7-ديهيدروكوليسترول ريدكتاز
7-ديهيدروكوليسترول ريدكتاز (بالإنجليزية: 7-Dehydrocholesterol reductase)‏ ومختصره (DHCR7) هو بروتين موجود عند الإنسان ومشفر بالمورثة DHCR7.

## الأمراض
نقص الإنزيم مرتبط بمتلازمة سميث-ليملي-أوبيتز.

## خريطة مسار تفاعلية
اضغط على المورثة أو البروتين أو المادة للذهاب إلى المقالة المتعلقة بها.
1. ↑  يمكن تعديل مخطط مسار التكوين التفاعلي في  ويكيباثويز: "VitaminDSynthesis_WP1531".